# Mauricio Ortega (Leichtathlet)
Mauricio Alexander Ortega Girón (* 4. August 1994 in Apartadó) ist ein kolumbianischer Leichtathlet, der sich auf den Diskuswurf spezialisiert hat. Er ist aktuell Inhaber des Südamerikarekordes und siegte bei den Südamerikaspielen und Südamerikameisterschaften und zählt damit zu den erfolgreichsten Leichtathleten seines Landes.

## Sportliche Laufbahn
Erste internationale Erfahrungen sammelte Mauricio Ortega im Jahr 2011, als er bei den Jugendweltmeisterschaften nahe Lille mit einer Weite von 60,28 m mit dem 1,5-kg-Diskus den vierten Platz belegte. Anschließend siegte er bei den Juniorensüdamerikameisterschaften in Medellín mit dem 1,75-kg schweren Diskus und warf dort auf 58,48 m. Im Jahr darauf erreichte er bei den Juniorenweltmeisterschaften in Barcelona mit 57,50 m Rang neun und siegte anschließend bei den U23-Südamerikameisterschaften in São Paulo mit dem Standarddiskus mit 53,94 m.
2010 und 2013 wurde Caicedo ecuadorianischer Meister im Diskuswurf. 2013 nahm er erstmals an den Südamerikameisterschaften in Cartagena teil und gewann dort mit einer Weite von 57,76 m die Bronzemedaille hinter den Argentiniern Germán Lauro und Andrés Rossini und stellte damit einen neuen Junioren-Landesrekord auf. Anschließend gewann er bei den Panamerikanischen Juniorenmeisterschaften in Medellín mit 61,77 m mit dem leichteren Diskus die Silbermedaille und verteidigte bei den Juniorensüdamerikameisterschaften in Resistencia mit 62,78 m erfolgreich seinen Titel und stellte damit auch einen neuen Landesrekord auf. Ende November siegte er dann bei den Juegos Bolivarianos in Trujillo und stellte dort mit 59,67 m einen neuen Landes- und Spielerekord auf.
2014 siegte er bei den Südamerikaspielen in Santiago de Chile mit einer Weite von 59,95 m, womit er seinen Landesrekord und auch den Spielerekord verbessern konnte. Anschließend belegte er bei den Ibero-Amerikanischen Meisterschaften in São Paulo mit 59,10 m den vierten Platz und verteidigte bei den U23-Südamerikameisterschaften in Montevideo mit neuem Meisterschaftsrekord von 60,46 m seinen Titel. Zudem gewann er im November bei den Zentralamerika- und Karibikspielen in Xalapa mit einem Wurf auf 60,69 m die Silbermedaille hinter dem Kubaner Jorge Fernández. Im Jahr darauf siegte er dann erstmals bei den Südamerikameisterschaften in Lima mit 61,36 m und erreichte anschließend bei den Panamerikanischen Spielen in Toronto mit 61,33 m den siebten Platz. Zudem qualifizierte er sich erstmals für die Weltmeisterschaften in Peking, bei denen er auf Anhieb das Finale erreichte und dort mit 62,01 m auf Rang elf landete. 2016 verbesserte er sich in Jablonec nad Nisou auf 65,84 m und qualifizierte sich damit für die Olympischen Spiele in Rio de Janeiro, bei denen er mit 61,62 m aber nicht das Finale erreichte. Anschließend siegte er erneut bei den U23-Südamerikameisterschaften in Lima mit einer Weite von 57,60 m.
2017 verteidigte er bei den Südamerikameisterschaften in Luque seinen Titel und stellte mit 63,82 m einen neuen Meisterschaftsrekord auf. Damit erhielt er ein Freilos für die Weltmeisterschaften in London, bei denen er aber mit 62,97 m in der Qualifikation ausschied. Im Jahr darauf siegte er erneut bei den Südamerikaspielen in Cochabamba mit neuem Spielerekord von 62,10 m und siegte anschließend auch bei den Zentralamerika- und Karibikspielen in Barranquilla mit neuem Landesrekord von 66,30 m. Zudem gewann er auch bei den Ibero-Amerikanischen Meisterschaften in Trujillo mit 60,49 m die Goldmedaille. 2019 feierte er bei den Südamerikameisterschaften in Lima seinen dritten Triumph in Folge und warf dort den Diskus auf 58,89 m. Anschließend belegte er bei den Panamerikanischen Spielen ebendort mit 61,15 m den fünften Platz und schied bei den Weltmeisterschaften in Doha mit 61,92 m in der Qualifikation aus. 2020 verbesserte er den Südamerikarekord in Lovelhe zuerst auf 67,03 m und dann im Juli auf 70,29 m. Im August belegte er bei den Olympischen Sommerspielen in Tokio 64,08 m im Finale Platz sieben.
2022 siegte er mit 60,25 m bei den Trond Mohn Games und schied im Juli bei den Weltmeisterschaften in Eugene mit 59,91 m in der Qualifikationsrunde aus. Im Oktober musste er sich bei den Südamerikaspielen in Asunción mit 63,59 m dem Chilenen Claudio Romero geschlagen geben. Im Jahr darauf gewann er bei den Zentralamerika- und Karibikspielen in San Salvador mit 61,97 m die Silbermedaille hinter dem Kubaner Mario Díaz und anschließend gewann er bei den Südamerikameisterschaften in São Paulo mit 60,15 m die Bronzemedaille hinter dem Chilenen Claudio Romero und Juan Caicedo aus Ecuador. Im Oktober gewann er dann bei den Panamerikanischen Spielen in Santiago mit 61,86 m die Silbermedaille hinter dem Chilenen Lucas Nervi. 2024 belegte er bei den Ibero-Amerikanischen Meisterschaften in Cuiabá mit 61,34 m den vierten Platz, ehe er im August bei den Olympischen Sommerspielen in Paris mit 61,97 m den Finaleinzug verpasste. Im Jahr darauf gewann er bei den Südamerikameisterschaften in Mar del Plata mit 61,91 m die Bronzemedaille hinter dem Chilenen Romero und Wellinton da Cruz Filho aus Brasilien.
In den Jahren 2013 und 2014 sowie 2016 und 2018 und 2022 und 2024 wurde Ortega kolumbianischer Meister im Diskuswurf.